# Olimpiadi degli scacchi del 1935
Le Olimpiadi degli scacchi del 1935 si svolsero a Varsavia dal 16 al 31 agosto. Furono la sesta edizione della competizione; l'unico torneo disputato fu quello open, sebbene contemporaneamente si svolse il quinto campionato del mondo femminile.

## Torneo
Al torneo parteciparono 99 giocatori divisi in 20 squadre nazionali da cinque giocatori l'una (di cui una riserva); l'Argentina fu l'unica squadra composta da soli quattro giocatori. La formula del torneo prevedeva che ogni squadra giocasse contro l'altra in un girone all'italiana.
I primi turni del torneo videro una serie di vittorie della Svezia; a metà torneo avevano tre punti di vantaggio sulla Polonia, che era seguita da Stati Uniti e Ungheria. Gli Stati Uniti, in particolare, nonostante fossero campioni uscenti, cominciarono male, perdendo contro Svezia e Ungheria, ma si ripresero dopo il quinto turno, battendo l'Irlanda. La prima sconfitta della Svezia venne al dodicesimo turno dalla Jugoslavia; in seguito persero lentamente il vantaggio accumulato, fino ad essere superate prima dell'ultimo turno sia dagli Stati Uniti che dalla Polonia. All'ultimo turno, quest'ultima perse 2½-1½ contro la Jugoslavia, permettendo agli Stati Uniti di vincere e alla Svezia di superarli.

### Risultati assoluti
| Pos. | Squadra              | Scacchiere         | Scacchiere          | Scacchiere                   | Scacchiere          | Scacchiere             | Punti |
| Pos. | Squadra              | Prima              | Seconda             | Terza                        | Quarta              | Quinta (riserva)       | Punti |
| ---- | -------------------- | ------------------ | ------------------- | ---------------------------- | ------------------- | ---------------------- | ----- |
|      | Stati Uniti          | Reuben Fine        | Frank Marshall      | Abraham Kupchik              | Arthur Dake         | Israel Albert Horowitz | 54    |
|      | Svezia               | Gideon Ståhlberg   | Gösta Stoltz        | Erik Lundin                  | Gösta Danielsson    | Ernst Larsson          | 52,5  |
|      | Polonia              | Savelij Tartakover | Paulino Frydman     | Miguel Najdorf               | Henryk Friedman     | Kazimierz Makarczyk    | 52    |
| 4    | Ungheria             | Lajos Steiner      | Andor Lilienthal    | Kornél Havasi                | László Szabó        | Pál Réthy              | 51    |
| 5    | Cecoslovacchia       | Salo Flohr         | Karel Opočenský     | Josef Rejfiř                 | Karel Treybal       | Jiří Pelikán           | 49    |
| 6    | Jugoslavia           | Milan Vidmar       | Vasja Pirc          | Boris Kostić                 | Petar Trifunović    | Imre König             | 45,5  |
| 7    | Austria              | Ernst Grünfeld     | Rudolf Spielmann    | Erich Eliskases              | Hans Müller         | David Podhorzer        | 43,5  |
| 8    | Argentina            | Roberto Grau       | Jacobo Bolbochán    | Isaias Pleci                 | Carlos Maderna      |                        | 42    |
| 9    | Lettonia             | Vladimirs Petrovs  | Fricis Apšenieks    | Movsas Feigins               | Wolfgang Hasenfuss  | A. Krūmiņš             | 41    |
| 10   | Francia              | Aleksandr Alechin  | Louis Betbeder      | André Muffang                | Victor Kahn         | Maurice Raizman        | 38    |
| 11   | Estonia              | Paul Keres         | Gunnar Friedemann   | Leho Laurine                 | Ilmar Raud          | Feliks Kibbermann      | 37,5  |
| 12   | Regno Unito          | William Winter     | George Alan Thomas  | Conel Hugh O'Donel Alexander | Henry Ernest Atkins | Harry Golombek         | 37    |
| 13   | Finlandia            | Eero Böök          | Birger Rasmusson    | Ilmari Solin                 | Ragnar Krogius      | Soivo Salo             | 35    |
| 14   | Lituania             | Vladas Mikėnas     | Aleksandras Machtas | Isakas Vistaneckis           | Povilas Vaitonis    | Markas Luckis          | 34    |
| 15   | Mandato di Palestina | Yosef Porath       | David Enoch         | Yosef Dobkin                 | Victor Winz         | Moshe Czerniak         | 32    |
| 16   | Danimarca            | Erik Andersen      | Bjørn Nielsen       | Jens Enevoldsen              | Julius Nielsen      | Ernst Sørensen         | 31,5  |
| 17   | Romania              | H. Silbermann      | Traian Ichim        | Miklos Brody                 | Stefan Erdélyii     | Toma Popa              | 27,5  |
| 18   | Italia               | Antonio Sacconi    | Mario Monticelli    | Stefano Rosselli del Turco   | Max Romih           | Mario Napolitano       | 24    |
| 19   | Svizzera             | Oskar Naegeli      | Henri Grob          | Walter Michel                | Adolf Stähelin      | Fritz Gygli            | 21    |
| 20   | Irlanda              | Brian Reilly       | James Creevey       | John O'Hanlon                | Timothy Cranston    | Austin De Burca        | 12    |

### Risultati individuali
Furono assegnate medaglie ai tre giocatori di ogni scacchiera con le migliori percentuali di punti per partita. Furono inoltre assegnati premi per la migliore partita e per il miglior finale: il primo fu vinto dall'austriaco Erich Eliskases per la sua partita contro il francese André Muffang, mentre il secondo dal polacco Paulin Frydman e dallo svedese Gösta Stoltz.
|                             | Giocatore           | Punti            | Partite          | %                |
| Prima scacchiera            | Prima scacchiera    | Prima scacchiera | Prima scacchiera | Prima scacchiera |
| --------------------------- | ------------------- | ---------------- | ---------------- | ---------------- |
|                             | Salo Flohr          | 13               | 17               | 76,5             |
|                             | Aleksandr Alechin   | 12               | 17               | 70,6             |
|                             | Gideon Ståhlberg    | 11,5             | 17               | 67,6             |
|                             | Savielly Tartakower | 11,5             | 17               | 67,6             |
| Seconda scacchiera          |                     |                  |                  |                  |
|                             | Andor Lilienthal    | 15               | 19               | 78,9             |
|                             | Paulino Frydman     | 11,5             | 16               | 71,9             |
|                             | Gösta Stoltz        | 12               | 19               | 63,2             |
|                             | Jacobo Bolbochán    | 12               | 19               | 63,2             |
| Terza scacchiera            |                     |                  |                  |                  |
|                             | Erich Eliskases     | 15               | 19               | 78,9             |
|                             | Kornél Havasi       | 8                | 11               | 72,7             |
|                             | Abraham Kupchik     | 10               | 14               | 71,4             |
| Quarta scacchiera           |                     |                  |                  |                  |
|                             | Arthur Dake         | 15,5             | 18               | 86,1             |
|                             | Gösta Danielsson    | 15               | 19               | 78,9             |
|                             | Petar Trifunović    | 12,5             | 16               | 78,1             |
| Quinta scacchiera (riserva) |                     |                  |                  |                  |
|                             | Al Horowitz         | 12               | 15               | 80,0             |
|                             | Jiří Pelikán        | 10,5             | 15               | 70,0             |
|                             | Markas Luckis       | 11               | 16               | 66,8             |

#### Medaglie individuali per nazione
| Nazione        |   |   |   | Totali |
| -------------- | - | - | - | ------ |
| Stati Uniti    | 2 | 0 | 1 | 3      |
| Cecoslovacchia | 1 | 1 | 0 | 2      |
| Ungheria       | 1 | 1 | 0 | 2      |
| Austria        | 1 | 0 | 0 | 1      |
| Svezia         | 0 | 1 | 2 | 3      |
| Polonia        | 0 | 1 | 1 | 2      |
| Francia        | 0 | 1 | 0 | 1      |
| Argentina      | 0 | 0 | 1 | 1      |
| Jugoslavia     | 0 | 0 | 1 | 1      |
| Lituania       | 0 | 0 | 1 | 1      |